# Alloplasta piceator
Alloplasta piceator är en stekelart som först beskrevs av Carl Peter Thunberg 1822.  Alloplasta piceator ingår i släktet Alloplasta och familjen brokparasitsteklar. Arten är reproducerande i Sverige.

## Underarter
Arten delas in i följande underarter:
- A. p. kentuckiensis
- A. p. maruyamana
- A. p. bullata
- A. p. exannulata